# Olbersdorf
Olbersdorf è un comune di 5.693 abitanti della Sassonia, in Germania.
Appartiene al circondario (Landkreis) di Görlitz (targa GR) ed è parte della comunità amministrativa (Verwaltungsgemeinschaft) di Olbersdorf.